# Carrefour du Général-Jacques-Pâris-de-Bollardière
Le carrefour du Général-Jacques-Pâris-de-Bollardière est une voie publique située dans les 7e et 15e arrondissements de Paris.

## Situation et accès
Le carrefour du Général-Jacques-Pâris-de-Bollardière est situé aux limites des 7e et 15e arrondissements de Paris, à l'intersection de l'avenue de La Motte-Picquet, de l'avenue de Suffren, de la rue du Laos et de la place Joffre.

## Origine du nom
Le carrefour tient son nom du général de brigade Jacques Pâris de Bollardière. Ancien officier ayant combattu pour la France libre et en Indochine, il s'engagea après son retour à la vie civile contre l'usage de la torture pendant la guerre d'Algérie et pour la non-violence.

## Historique
Jusqu'ici dépourvu de nom, le carrefour reçoit sa dénomination par un arrêté municipal du 8 novembre 2007. Il est inauguré le 29 novembre 2007.

## Bâtiments remarquables et lieux de mémoire
- L'École militaire.